# Third Day
Third Day foi uma banda cristã de rock formada em Marietta, na Georgia, EUA, durante os anos 1990. O grupo foi formado pelo cantor Mac Powell e pelo guitarrista Mark Lee. O nome da banda (que em português significa "terceiro dia") é uma referência bíblica à ressurreição de Jesus Cristo, três dias após a sua crucificação.
Third Day foi a primeira banda a assinar pela Reunion Records em 1995, pela qual lançaram o seu primeiro álbum. Depois desse, a banda lançou ainda mais sete álbuns e um mini-álbum. A banda assinou pela Essential Records, marcando o lançamento de Southern Tracks. Os Third Day ganharam o Grammy Awards para Best Rock Gospel Album em 2003 e 2005, com os álbuns Come Together e Wire, respectivamente.

## Discografia

### Álbuns de estúdio
- Third Day (1996)
- Conspiracy No. 5 (1997)
- Time (1999)
- Offerings: A Worship Album (2000)
- Come Together (2001)
- Offerings II: All I Have To Give (2003)
- Wire (2004)
- Wherever You Are (2005)
- Revelation (2008)
- Move (2010)
- Miracle (2012)
- Lead Us Back: Songs Of Worship (2015)
- Revival (2017)

### EPs
- Southern Tracks (1999) - (Editado com um número de cópias limitado de Time)
- Carry Me Home (2002) - (Em benefício do Habitat For Humanity)

### Compilações
- Chronology, Volume 1 (1996-2000) (2007)
- Chronology, Volume 2 (2001-2006) (2007)

### Ao vivo
- Live Wire (2004)
- Christmas Offerings (2006)
- Live Revelation (2009)

### Álbuns independentes
- Long Time Forgotten (1993)
- Contagious (1994)

Algumas das músicas editadas nestes álbuns foram remasterizadas e reeditadas no álbum Third Day.

## Vídeos de músicas
- Consuming Fire (1996)
- You Make Me Mad (1997)
- Your Love Oh Lord (2003)
- I Believe (2004)
- Cry Out To Jesus (2006)
- Lift Up Your Face(2010)
- Children of God"(2010)
- I Need A Miracle (2012)

## DVD ao vivo
- The Offerings Experience (2002)
- The Come Together Tour (2003)
- Live Wire (2004)
- Live Revelations (2009)

## Atuais Integrantes
- Mac Powell (Vocal, [[violão])
- Mark Lee (Guitarra)
- David Carr (Bateria), Percussão)

## Ex-integrantes
- Billy Wilkins (Teclado): Foi um dos membros originais dos Third Day entre 1991 e 1993. Fazia parte da banda quando Tai e David se juntaram a esta, ambos estavam na universidade naquela altura. Actualmente, ele é professor na Universidade McEachern, onde Mac e Mark obtiveram a sua graduação em 1991. Gravou em 2003 com os Third Day, quando tocou "Blessed Assurance" para um projecto do autor/orador Max Lucado.
- Geof Barkley (Teclado): Tocou teclado em todos os álbuns ao vivo da história da banda e durante quase sete anos nos concertos ao vivo. Geof também participou em "Wherever You Are". Apesar de nunca ter sido um elemento da banda, Brad Avery descreveu Geof como "estando na banda", mas não sendo "membro" dela. A voz secundária de Geof em temas como "God of Wonders", "Took My Place" ou "You Are So Good To Me" tornou-se parte integrante das performances ao vivo dos Third Day. Geof terminou a digressão com os Third Day no dia 21 de outubro de 2005, em Raleigh, Carolina do Norte.
- Brad Avery (Guitarra)
- Tai  Anderson (Baixo). Integrou a banda de 1992 a 2015, deixando-a para conduzir projetos realionados a marketing e educação.

## Prêmios

### Grammy
- Grammy de melhor álbum Rock gospel do ano, para o álbum  Come Together (2002)
- Grammy de melhor álbum Rock gospel do ano para o álbum Wire (2004)
- Grammy de melhor álbum Pop gospel contemporâneo do ano para o álbum Wherever You Are (2006)
- Grammy de melhor álbum de Rock gospel do ano, para o álbum "Live Revelations" (2010)

### Outros prémios
- 1998 Dove Award for Rock Album of the Year for Conspiracy No. 5
- 1998 Dove Award for Rock Recorded Song of the Year for Alien
- 1999 Dove Award for Special Event Album of the Year for Exodus
- 2000 Dove Award for Rock Album of the Year for Time
- 2001 Dove Award for Group of the Year
- 2001 Dove Award for Artist of the Year
- 2001 Dove Award for Rock Recorded Song of the Year for Sky Falls Down
- 2001 Dove Award for Praise and Worship Album of the Year for Offerings - A Worship Album
- 2001 Dove Award for Special Event Album of the Year for City on a Hill - Songs of Worship and Praise
- 2002 Dove Award for Group of the Year
- 2002 Dove Award for Long Form Music Video of the Year for Third Day Live in Concert - The Offerings Experience
- 2002 Dove Award for Rock Album of the Year for Come Together
- 2002 Dove Award for Rock Recorded Song of the Year for Come Together
- 2003 Dove Award for Group of the Year
- 2003 Dove Award for Rock Recorded Song of the Year for 40 Days
- 2003 Dove Award for Special Event Album of the Year for City On A Hill - Sing Alleluia
- 2004 Dove Award for Praise and Worship Album of the Year for Offerings II - All I Have to Give
- 2004 Dove Award for RLong Form Music Video of the Year for Third Day Live in Concert, The Come Together Tour
- 2005 Dove Award for Special Event Album of the Year for The Passion of Christ: Songs
- 2005 Dove Award for Rock/Contemporary Album of the Year for Wire
- 2006 Dove Award for Pop/Contemporary Recorded Song of the Year for Cry Out to Jesus
- 2007 Dove Award for Christmas Album of the Year for Christmas Offerings

## Fãs
Os fãs da banda são coletivamente chamados de "Gomers". Gomer, de certo modo, é o seu apelido. Cada Gomer tem de escolher um primeiro nome, tal como por exemplo Happy Gomer, Mac Gomer, etc. Na Bíblia, Gômer é o nome da esposa infiel do profeta Oseias. Não interessa quantas vezes Gomer deixasse Oseias, este sempre a salvaria quando ela estivesse em dificuldades. Esta história é explorada na música Gomer's Theme dos Third Day. Nos concertos da banda, os Gomers vestem roupa de cor laranja, dessa forma a banda consegue reconhecê-los facilmente do palco.
Como sempre, no entanto, a escolha da palavra é dependente da localização geográfica e de outros fatores, portanto nem todos os fãs da banda se intitulam de Gomers.